# Ivan Kapuščak
Ivan Kapuščak, ukrajinsky Іван Капущак (13. listopadu 1807, Ljachivci – 17. října 1868, Ljachivci), byl rakouský politik ukrajinské národnosti z Haliče, během revolučního roku 1848 poslanec Říšského sněmu.

## Život
Profesí byl zemědělcem. Žil ve vesnici Ljachivci, kterou vlastnila polská šlechta. Jeho otec zde byl majitelem zemědělského hospodářství. Ivan studoval v Stanislavově. Po návratu do domovské vesnice se ještě učil zpěvu a hudbě. Narukoval do rakouské armády, kde sloužil do roku 1830. Naučil se zde psát a číst německy. Po návratu se oženil. Manželka později zemřela a on se roku 1850 oženil podruhé. Když roku 1851 zemřela i druhá manželka, oženil se potřetí.
Během revolučního roku 1848 se zapojil do politického dění. 2. května 1848 vznikla ve Lvově Ruská národní rada, která začala vydávat list Зоря Галицька (Zorja galicka). Brzy začaly vznikat regionální pobočky této rady. Ve volbách roku 1848 byl pak zvolen Kapuščak na rakouský ústavodárný Říšský sněm. Zastupoval volební obvod Solotvyn v Haliči. Uvádí se jako statkář. Získal 57 hlasů, jeho hlavní protikandidát 39 a 7 hlasů obdrželi jiní kandidáti. 20. července 1848 dorazil do Vídně. Patřil ke sněmovní pravici. Na Říšském sněmu přednesl 17. srpna 1848 německy řeč o stavu ukrajinského rolnictva v Haliči. Požadoval zrušení poddanství bez náhrad. Jeho řeč vyvolala ohlas. Povšiml si jí i Karl Marx.
Po rozpuštění sněmu a porážce revoluce se vrátil do své vesnice, kde se těšil velkému respektu. Inicioval vznik místní obecné školy a byl jejím prvním učitelem. Jeho hospodářství vyhořelo v roce 1859. Žil pak v provizorních podmínkách a zemřel roku 1868 v okruhu svých blízkých.